# Landsvirkjun
Landsvirkjun  est la compagnie nationale d'électricité islandaise. Elle a été fondée par la ville de Reykjavik et l'État d'Islande. Son objectif principal est de produire et distribuer l'électricité pour les industries lourdes et de vendre l'électricité à de plus petits fournisseurs en Islande, dont Orkuveita Reykjavíkur.

## Histoire
Lansvirkjun fut fondée en 1965 par le gouvernement islandais. L'objectif de l'entreprise était d'augmenter la production électrique du pays et d'attirer les industries étrangères fortement consommatrices en énergie sur le territoire. Lors de sa fondation, l'entreprise se vit céder par l'État islandais et la ville de Reykjavik les centrales hydroélectriques de Sog, ainsi que les droits d'exploitation de la Þjórsá.
La centrale hydroélectrique de Búrfell fut le premier projet mené par l'entreprise. Près du tiers du capital investi dans cette centrale provenait de la Banque mondiale, ce financement étant considéré comme une aide au développement de l'Islande. La banque mondiale a alors fixé dans les conditions de son prêt la nécessité pour Landsvirkjun d'être indépendante de l'État islandais, ainsi que diverses règles de fonctionnement.
Après la construction de la centrale, une importante augmentation de la demande électrique, en particulier à cause de la nouvelle usine d'aluminium de Straumsvík, ainsi que de mauvaises conditions climatiques, ont entraîné une pénurie d'électricité. Ceci précipita la construction des centrales de Sigalda et Hrauneyjafoss.
En 1983, la ville d'Akureyri acquérait 5 % des parts de Landsvirkjun et l'entreprise Laxá power fusionna avec Landsvirkjun, qui devint donc l'entreprise nationale d'électricité. Les centrales de Laxá et de Bjarnarflag appartenant à Laxá power devinrent donc propriété de Landsvirkjun. Trois ans plus tard, la centrale géothermique de Krafla fut acheté à l'État.
La consommation électrique islandaise augmenta par la suite très faiblement, le pays ne parvenant plus à attirer les entreprises étrangères. Mais, en 1995, l'usine de Straumsvík augmenta sa capacité et deux autres usines (Icelandic Alloys et Norðurál) furent construites. Pour répondre à cette demande accrue, l'entreprise augmenta sa production de 60 % en 5 ans, grâce à l'extension des centrales de Blanda, Búrfell et Krafla, ainsi qu'à la construction de celles de Sultartangi et Vatnsfell.
En 2002, un accord fut signé avec Alcoa pour bâtir une usine d'aluminium à Reyðarfjörður, alimentée par une nouvelle centrale hydroélectrique. La centrale de Kárahnjúka fut ainsi construite en 2008. Cette centrale constitue le plus gros projet jamais entrepris en Islande, et à elle seule, a augmenté de nouveau de 60 % la production électrique islandaise. Le projet a cependant levé une importante protestation en Islande à propos de son impact écologique.
En 2005, à la suite de la loi islandaise visant à séparer la production et la distribution électrique, la section de distribution de Landsvirkjun devint Landsnet.

## Centrales
Landsvirkjun possède 18 centrales, dont 14 centrales hydroélectriques, trois géothermiques, un parc éolien et une centrale thermique au gaz naturel.

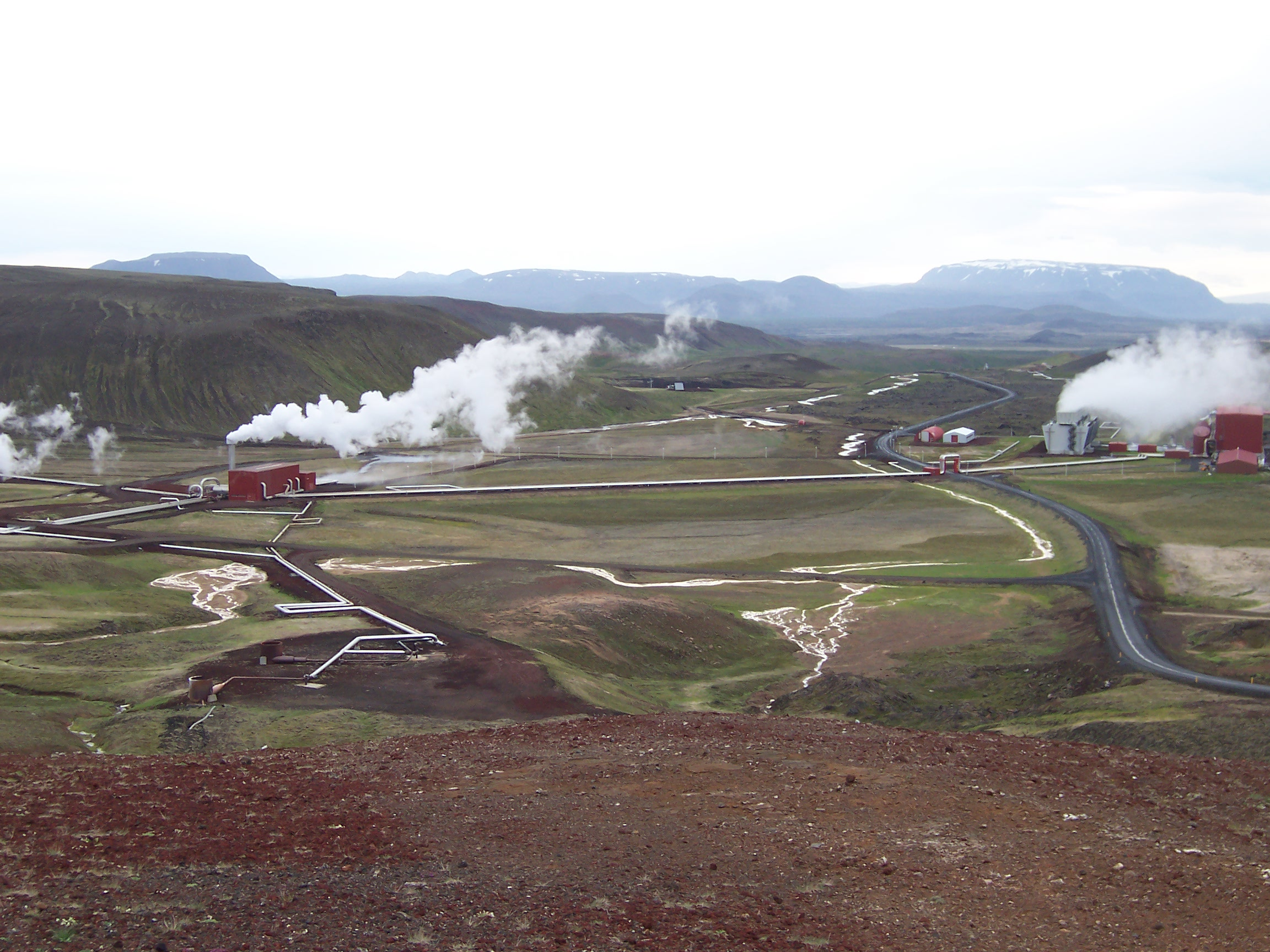
Centrale géothermique de Krafla

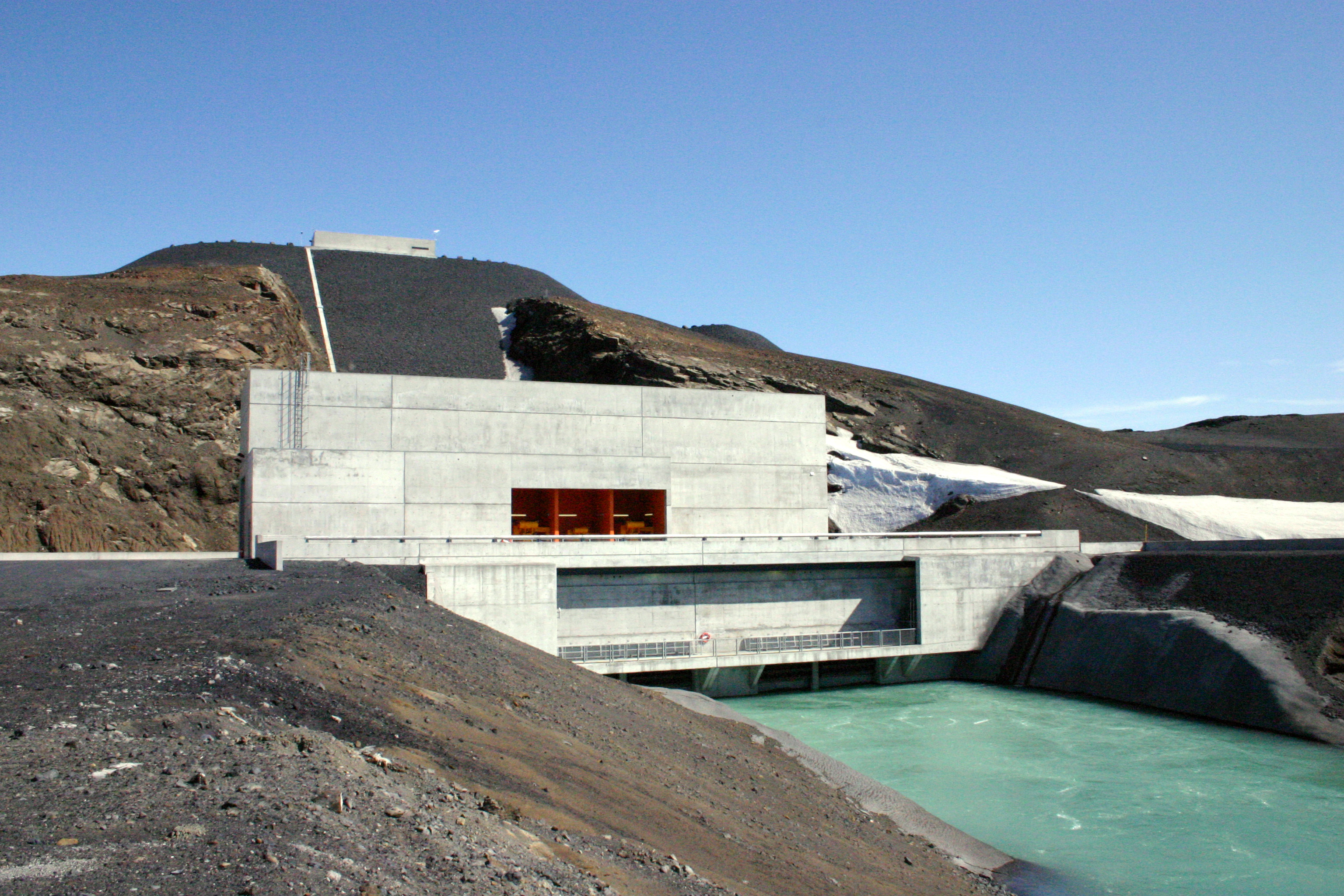
Centrale hydroélectrique de Vatnsfell

| Centrale             | Année de mise en service | Type            | Capacité (MW) |
| -------------------- | ------------------------ | --------------- | ------------- |
| Ljósifoss            | 1937                     | Hydroélectrique | 14,3          |
| Laxá I               | 1939                     | Hydroélectrique | 5             |
| Laxá II              | 1953                     | Hydroélectrique | 9             |
| Ýrufoss              | 1953                     | Hydroélectrique | 47,7          |
| Straumsvík           | 1969                     | Gaz naturel     | 17            |
| Laxá III             | 1973                     | Hydroélectrique | 13,5          |
| Steingrímsstöð       | 1959                     | Hydroélectrique | 27            |
| Bjarnarflag          | 1969                     | Géothermique    | 3             |
| Búrfell              | 1972                     | Hydroélectrique | 270           |
| Sigalda              | 1977                     | Hydroélectrique | 150           |
| Krafla               | 1977                     | Géothermique    | 60            |
| Hrauneyjafoss        | 1981                     | Hydroélectrique | 210           |
| Blanda               | 1991                     | Hydroélectrique | 150           |
| Sultartangi          | 1999                     | Hydroélectrique | 120           |
| Vatnsfell            | 2001                     | Hydroélectrique | 90            |
| Kárahnjúka           | 2007                     | Hydroélectrique | 690           |
| Parc éolien de Hafið | 2013                     | Éolien          | 1,9           |
| Búðarháls            | 2014                     | Hydroélectrique | 95            |
| Þeistareykir         | 2017                     | Géothermique    | 90            |